# Тобайас Фюрно
Тобайас Фюрно (на английски: Tobias Furneaux) е английски военноморски офицер, мореплавател, пътешественик-изследовател.

## Произход и военна кариера (1735 – 1766)
Роден е на 21 август 1735 година в семейното имение „Swilly“ близо до Плимът, графство Девън, Англия, в семейството на Уилям Фюрно и Сюзан Уилкокс. Още като юноша постъпва в Кралския флот и участва в плавания към бреговете на Франция и Африка. По време на Седемгодишната война (1756 – 1763) е изпратен в Западни Индии и за добра служба, през ноември 1759, е повишен в звание лейтенант. През 1760 се завръща в Англия и от октомври 1762 служи на фрегатата „Melampe“.

## Експедиционна дейност (1766 – 1774)

### Участие в експедицията на Самюел Уолис (1766 – 1768)
Между август 1766 и май 1768 участва като втори лейтенант на кораба „Делфин“ в околосветската експедиция на Самюъл Уолис. За кратко време, поради заболяване на Уолис и първия лейтенант, Фюрно командва цялата експедиция и по същото това време на 25 юни 1767 завладява остров Таити и го обявява за британско владение. След един месец продължават на запад и през Батавия и Кейптаун на 20 май 1768 завършва околосветското плаване.

### Второ околосветско плаване (1772 – 1774)
На 29 ноември 1771 Фюрно е назначен за командир на кораба „Adventure“ във второто околосветско плаване на Джеймс Кук. Експедицията отплава от Плимут на 13 юли 1772 и на 29 октомври акостират в Кейптаун. На 22 ноември напускат Кейптаун и се отправят на юг. Придвижването по на юг е невъзможно поради тежките ледове покрили океана и корабите поемат на североизток към Нова Зеландия. На 1 февруари 1773 корабите пресичат меридиана на остров Мавриций, но на 8 февруари двата кораба се изгубват един друг заради гъста мъгла и Фюрно фактически извършва самостоятелно околосветско плаване. Изследва източния бряг на остров Тасмания до 40º 50` ю.ш. на север и на североизток от острова, в Басовия проток открива о-вите Фюрно (40°10′ ю. ш. 148°05′ и. д. / 40.166667° ю. ш. 148.083333° и. д.). На 14 юли 1774 се завъръща в Англия, една година преди Кук.

## Следващи години (1774 – 1781)
През 1775 е повишен в чин капитан. По време на Войната за независимост на САЩ, през август 1775 поема командването на фрегатата „Сирена“ с 28 оръдия и участва в няколко морски сражения.
Умира на 18 септември 1781 година в Плимът на 46-годишна възраст.

## Памет
Неговото име носят о-ви Фюрно (40°10′ ю. ш. 148°05′ и. д. / 40.166667° ю. ш. 148.083333° и. д.), между Австралия и остров Тасмания.